# محمد پورهرمزان
محمد پورهرمزان (۱۳۰۰ - ۱۳۶۷)، از رهبران حزب تودهٔ ایران، فعال سیاسی، روشنفکر، روزنامه‌نگار، نویسنده و مترجم آثار کلاسیک مارکسیستی و منتخب آثار لنین (دو جلدی) به فارسی.

## زندگینامه
محمد پورهرمزان در سال ۱۳۰۰ در تهران زاده شد. تحصیلات ابتدایی و متوسطه را در زادگاه خود گذراند و سپس وارد دانشکده افسری گردید. در سال ۱۳۲۲ دانشکده افسری را در رسته توپخانه به پایان رساند.
او در آذر ماه ۱۳۲۲ وارد حزب تودهٔ ایران گردید و فعالیت سیاسی وسیعی را آغاز کرد. در سال ۱۳۲۴ رکن دوم ستاد ارتش که به فعالیت سیاسی او پی برده بود، حکم تبعیدش را به یکی از پادگان‌های جنوب کشور صادر کرد.
پورهرمزان یکی از طراحان نقشه قیام و از شرکت کنندگان در آن بود، که در تاریخ ایران، به قیام افسران خراسان و تهران مشهور است.
شرکت کنندگان در قیام، در گنبد قابوس مورد حمله نیروهای پلیس و ژاندارمری قرار گرفتند و بسیاری از آنان در نبرد مسلحانه از پای در آمدند. پورهرمزان از جمله معدود افسرانی بود که توانست با جنگ و گریز از مهلکه، جان سالم به در برد. پورهرمزان غیاباً محکوم به اعدام شد. بدین جهت در سال ۱۳۲۶ مخفیانه از کشور بیرون رفت و بدین سان دوران طولانی مهاجرت سیاسی اش آغاز گردید.
با دگرگون شدن شرایط زندگی، این افسر جوان ۲۶ ساله تمام نیروی خود را در روی خود آموزی، هم آموختن زبان و هم آشنا شدن عمیق با فلسفه علمی متمرکز کرد. روح جستجوگر و موشکافی ویژه او در راستای آموختن دقیق، او را به یکی از زبردست‌ترین مترجمان تبدیل کرد. او که در عین حال دانشگاه فلسفه مسکو را به پایان رسانده بود، ترجمه آثار کلاسیک مارکسیستی به فارسی را آغاز کرد و طی سال‌های طولانی، به تدریج بیش از صد اثر لنین و چند اثر از مارکس و انگلس را به فارسی برگرداند.
پورهرمزان استعداد ترجمه خود را در زمینه‌های ادبی نیز آزمود و با ترجمه‌های پرارزشی مانند رمان تاریخی چنگیزخان و رمان پطر کبیر، تسلط چشمگیرش به زبان‌های فارسی و روسی را به بهترین صورت نشان داد. مجموعه آثار دو جلدی لنین که در چهار قسمت منتشر گردیده و سپس تجدید نظر شدهٔ آن‌ها توسط مترجم، که به صورت کتاب‌های جدا گانه انتشار یافته‌است، هنوز هم کتاب فارسی زبانان برای آشنا شدن با لنین است.
فعالیت‌های پورهرمزان محدود به ترجمه نیست. پورهرمزان یکی از نخستین نویسندگان و گویندگان مطالب رادیو پیک ایران بود. سپس انتشار مجله تئوریک مسائل بین‌المللی، که برگزیده مقالات مجله صلح و سوسیالیزم است را طی چند سال به عهده گرفت و ضمناً با شرکت در هیأت تحریریه مجله دنیا و ماهنامه مردم، مقالات بیشماری برای آن‌ها تهیه کرد.
پورهرمزان در پلنوم۱۷ حزب توده ایران به عضویت کمیته مرکزی حزب انتخاب شد. ملکه محمدی، همسر وی نیز عضو کمیته مرکزی حزب توده بود.
محمد پورهرمزان درتاریخ ۲۶ فروردین ۱۳۶۱ در دفتر انتشارات حزب توده ایران، واقع در خیابان حافظ، دستگیر و در جریان اعدام زندانیان سیاسی در تابستان ۱۳۶۷، اعدام گردید.

## ترجمه‌ها
- چنگیزخان (رمان تاریخی)
- پطر کبیر (رمان)
- هيجدهم برومر لوئی بناپارت ، انقلاب کبیر فرانسه اثر کارل مارکس[۵]
- مجموعه آثار لنین: ولادیمیر ایلیچ اولیانوف لنین، مترجم: محمد پورهرمزان، مصحح: عزیزالله علیزاده، تهران: فردوس، (وزیری، گالینگور، ۳ جلدی)، ۲۲۶۴ صفحه. شابک دوره ISBN 978-964-320-179-1 [۶]

## منبع
1. ↑  انصاف نیوز: من اعضای حزب توده را لو ندادم، نوشته‌شده در ۲ فروردین ۱۳۹۹؛ بازدید در ۲۱ اسفند ۱۴۰۱.
2. ↑  «لنین ایرانی». ماهنامه. مرداد ۱۳۹۰. بایگانی‌شده از اصلی در ۲۱ مارس ۲۰۱۷. دریافت‌شده در ۱۵ دسامبر ۲۰۱۶.
3. ↑  «چنگیزخان». آدینه‌بوک. دریافت‌شده در ۱۵ دسامبر ۲۰۱۶.
4. ↑  «پطر اول جلد اول». گودریدز. دریافت‌شده در ۱۵ دسامبر ۲۰۱۶.
5. ↑  «هجدهم برومر لویی بناپارت». شبکه جامع کتاب گیسوم. دریافت‌شده در ۱۵ دسامبر ۲۰۱۶.
6. ↑  http://opac.nlai.ir/opac-prod/bibliographic/721936%5Bپیوند+مرده%5D

- آقای محمد پورهرمزان - یادبود حقوق بشر